# Apalacris cyanoptera
Apalacris cyanoptera är en insektsart som först beskrevs av Carl Stål 1877.  Apalacris cyanoptera ingår i släktet Apalacris och familjen gräshoppor. Inga underarter finns listade i Catalogue of Life.